# Arachniodes rigidissima
Arachniodes rigidissima är en träjonväxtart som först beskrevs av William Jackson Hooker, och fick sitt nu gällande namn av Ren-Chang Ching. Arachniodes rigidissima ingår i släktet Arachniodes och familjen Dryopteridaceae. Inga underarter finns listade.